# Спорт в Донецке
В начале XX века в Юзовке самыми популярными видами спорта были: велоспорт, тяжелая атлетика, гимнастика, борьба, теннис и футбол. Существовали различные спортивные общества, на нерегулярной основе. В октябре 1911 года вице-губернатор Екатеринославской губернии камер-юнкер Н. А. Татищев удовлетворил прошение об открытия в Юзовского спортивного общества — это было первое регулярное спортивное общество. Общество развивало разные виды спорта, но основным был футбол.
В 1915 году спортивное общество Новороссийской компании насчитывало 200 членов. В апреле 1919 года Донецкий губернский военный комиссариат ввёл в школах народного образования уроки физкультуры и принял положение о рабочих спортивных клубах. 30 апреля 1923 года в Юзовке был проведён первый спортивный праздник, в котором приняли участие все спортивные клубы Донбасса.
В 1937 году Сталино было присуждено первое место в СССР за достигнутые успехи в развитии физкультуры и спорта среди трудящихся.
В Донецке работали заслуженные тренеры СССР и УССР: Анатолий Коваленко, Юрий Бухман, Владимир Самаров, Илья Устименко, Григорий Гурлянд, Борис Езерский, Виктор Борота, Владимир Камельзон, Владимир Абраменко, Александр Билязе, Евгений Сапронов, Виктор Хейфец, Виталий Петров, Яков Розенфельд.

## Спортивные сооружения

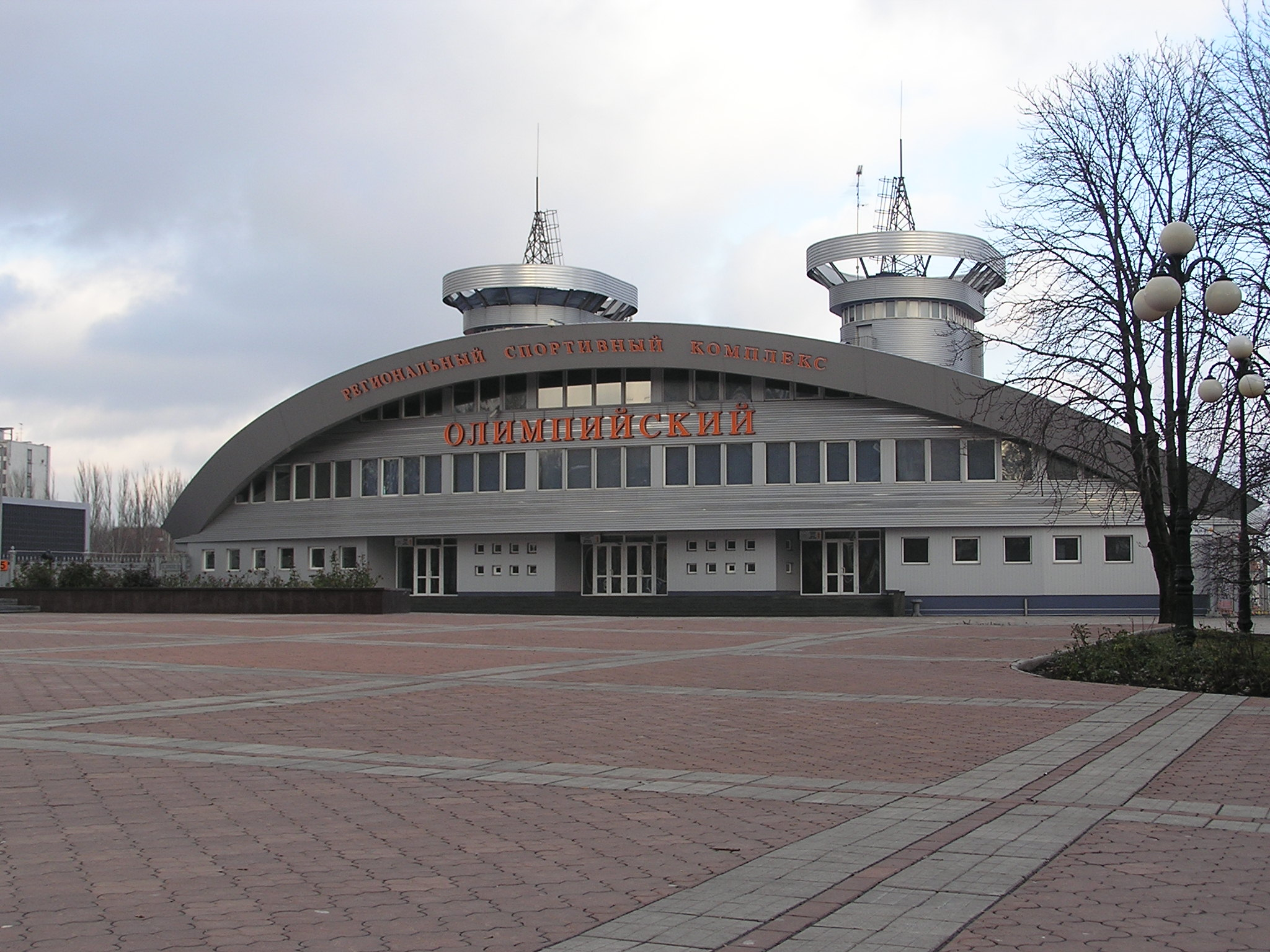
Региональный спортивный комплекс «Олимпийский»

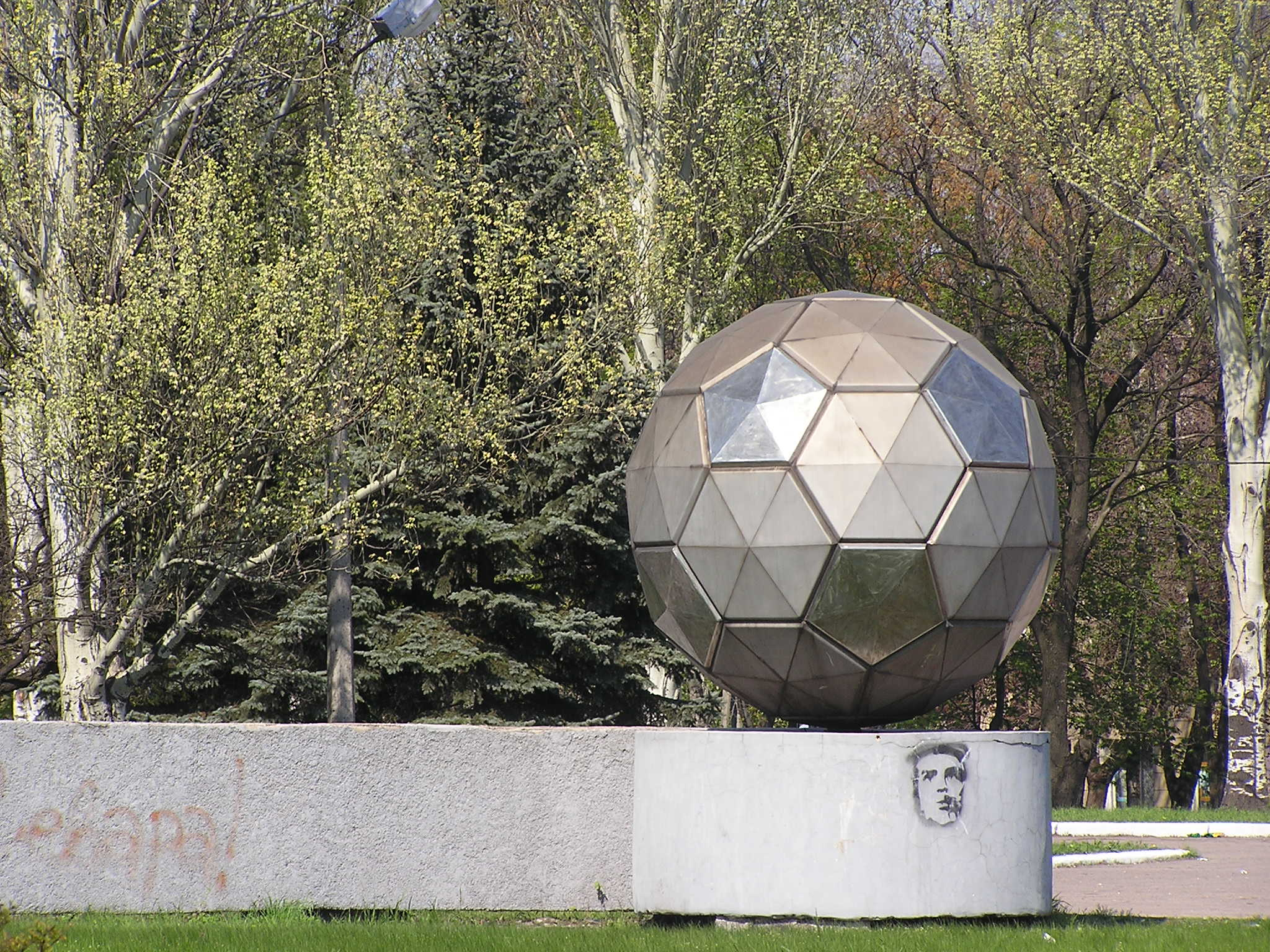
Мяч у стадиона «Шахтёр»

Дворец спорта «Локомотив»

В Донецке построено 9 дворцов спорта, 14 стадионов, 11 плавательных бассейнов, 3 легкоатлетических манежа, 300 спортивно-гимнастических залов.
Спортивные комплексы:
- РСК «Олимпийский» (Киевский район Донецка)
- «Кировец» (Кировский район Донецка)
- Шахтоуправления «Донбасс» (Будённовский район Донецка)
- Шахты «Лидиевка» (Кировский район Донецка)

Дворцы спорта:
- «Дружба» (Калининский район Донецка)
- «Спартак» (Киевский район Донецка)
- «Шахтёр» (Ворошиловский район Донецка)
- «Динамо» (Ворошиловский район Донецка)
- «Строитель» (Калининский район Донецка)
- Шахтоуправления «Октябрьское» (Куйбышевский район Донецка)
- «Юбилейный» (Кировский район Донецка)

Стадионы:
- «Шахтёр» (Ворошиловский район Донецка)
- «Монолит» (Киевский район Донецка)
- «Металлург» имени 125-летия ДМЗ (Ленинский район Донецка)
- « Донбасс- Арена» (пр. Челюскинцев, 189е)

Легкоатлетические манежи:
- «Буревестник» (Ворошиловский район Донецка)
- «Авангард» (Ворошиловский район Донецка)
- ДЮСШ (Ворошиловский район Донецка)

Плавательные бассейны:
- ДонНУ (Ворошиловский район Донецка)
- ДонНТУ (Ворошиловский район Донецка)
- бывшего обкома ДОСААФ (Калининский район Донецка)

Водная станция:
- «Спартак» (Ворошиловский район Донецка)

Стрелковые тиры:
- «Динамо» (Киевский район Донецка)
- «Донецкгормаш» (Ленинский район Донецка)

Мотодром (Калининский район Донецка)

## Спортивные клубы
- Спортивный клуб ИСД образован в июле 2001 года. 7 отделений по видам спорта: стендовая и пулевая стрельба, велоспорт, тяжелая атлетика, плавание, шахматы, фехтование (инваспорт), мотоспорт;
- Спортивный клуб «NORD». Отделение настольного тенниса.

## Футбол и мини-футбол

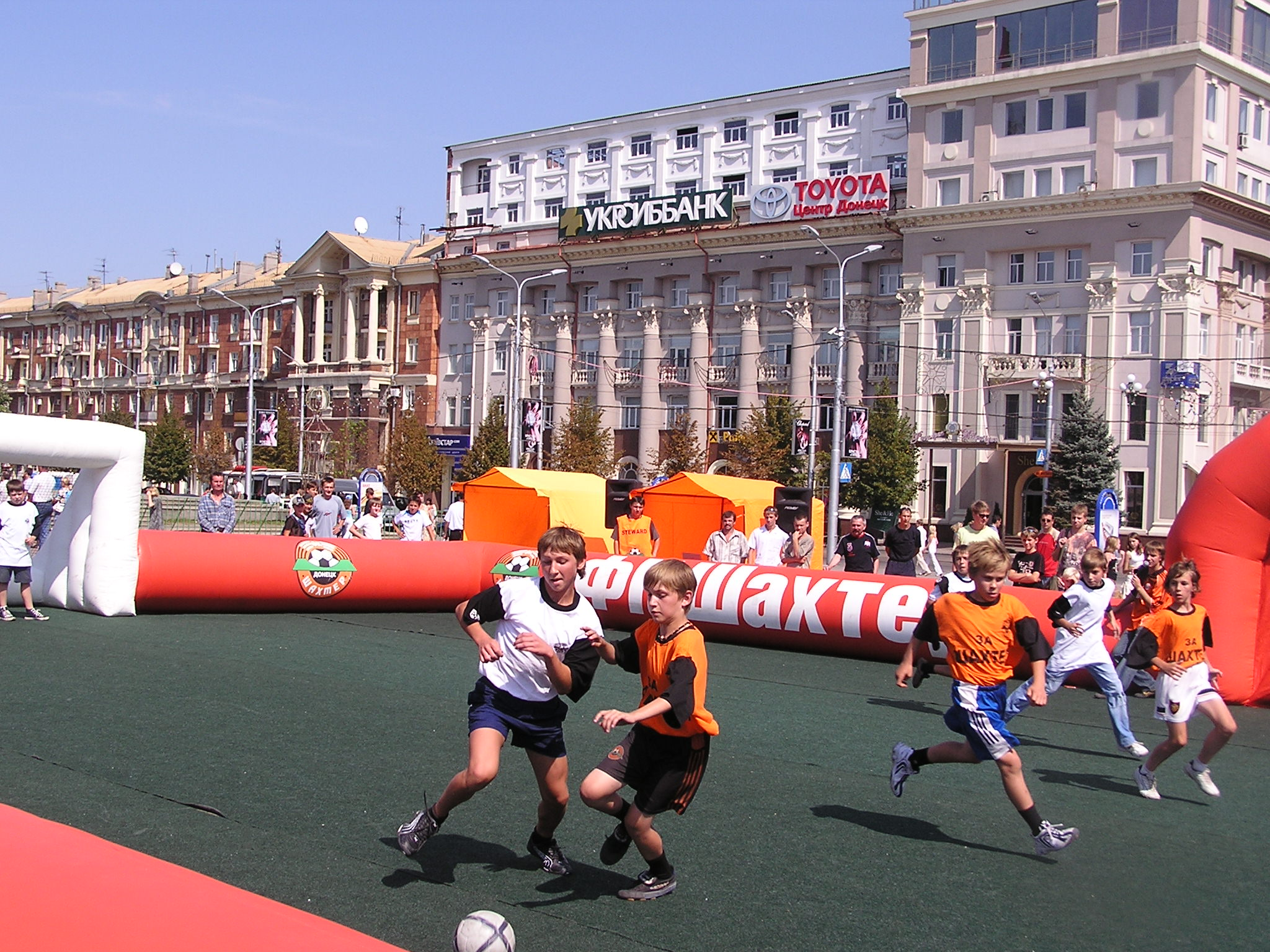
Соревнования на площади Ленина

Футбольные клубы «Металлург», «Олимпик» и «Шахтёр» играют в Украинской Высшей лиге. Также «Шахтёр» играл в Лиге Чемпионов УЕФА. Шахтер неоднократный Чемпион Украины, обладатель Кубка Украины, Суперкубка Украины, Кубка УЕФА. Во Второй лиге, группе Б играет футбольные клуб «Титан».
Женский футбол представлен командой «Дончанка». Также действует Центр олимпийской подготовки по женскому футболу.
На стадионах «Шахтёр» и «Олимпийский» проходили матчи лиги чемпионов УЕФА 2004/2005 и 2006/2007. В Донецке проводились матчи юношеского чемпионата Европы по футболу Евро-2009 (U-19), а также пройдут матчи Евро-2012 (матчи группового турнира, четвертьфинал и полуфинал).
С 5 по 11 июня 2008 года в Донецке проходили матчи международного футбольного турнира имени Банникова.
Мини-футбольный клуб «Шахтёр» пять раз становился чемпионом Украины по мини-футболу (в сезонах 2001—2002, 2003—2004, 2004—2005, 2005—2006, 2007—2008 годов) и три раза завоёвывал Кубок Украины (в 2003, 2004, 2006 годах).
Также в высшей лиге играл мини-футбольный клуб «Киевская Русь».
Женский мини-футбол представлен командами «Дончанка-ЦПОР» и «Донтекс».

## Теннис

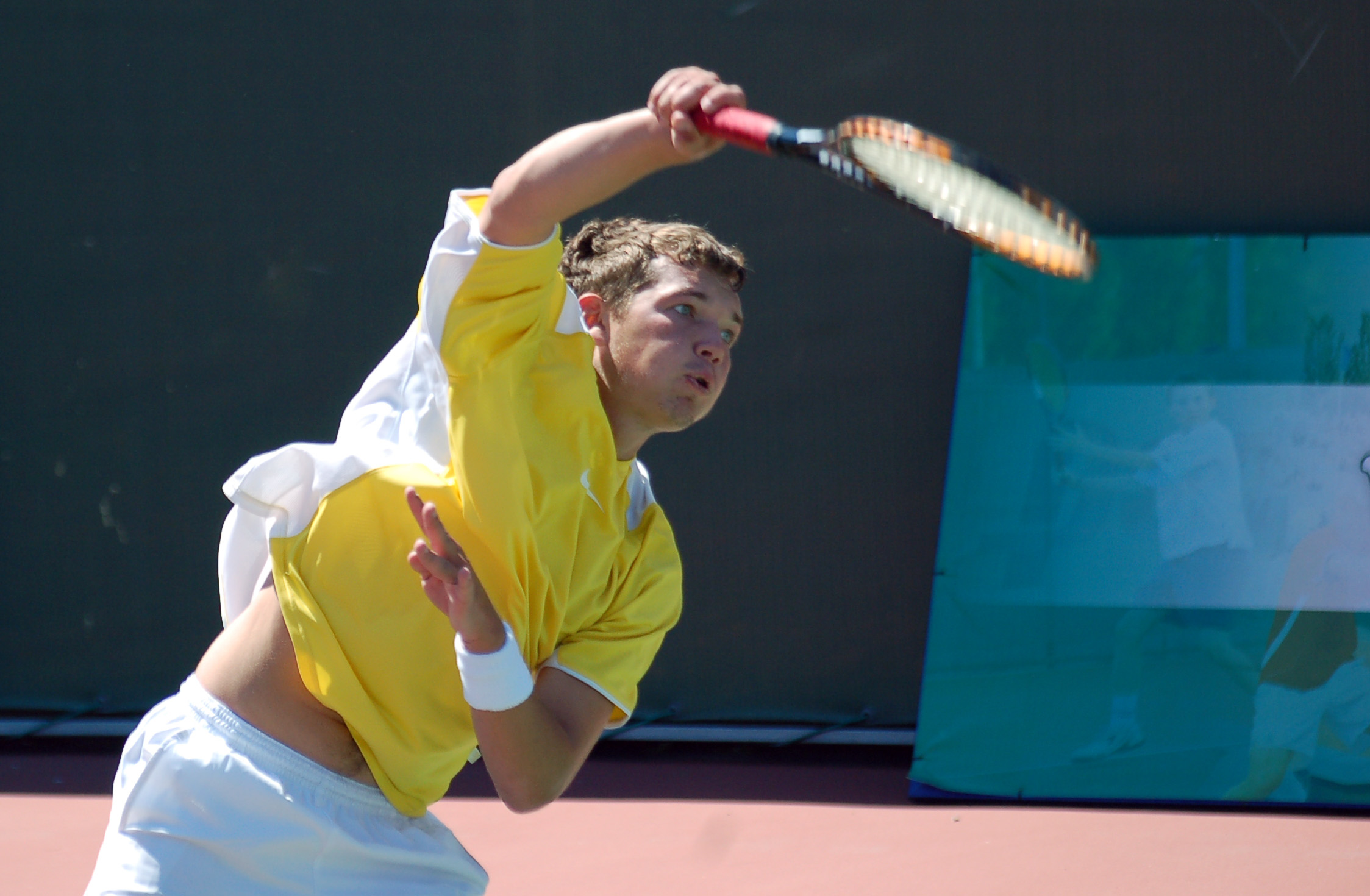

В Донецке проходили чемпионаты СССР по теннису 1978, 1979, 1980 годов на кортах Донецкой железной дороги. В 1997 году в Донецке состоялся первый национальный чемпионат Украины по теннису.
В Донецке проводятся: профессиональный мужской теннисный турнир «Мемориал Александра Коляскина», международный юношеский теннисный турнир «Кубок Донецк АРС».
В Донецке проходили матчи Кубка Дэвиса 1974, 1982, 1987, 2005 годов.
Спортивный клуб настольного тенниса «Норд» в 2008 и 2009 годах занимал первое место в суперлиге Клубного Чемпионата Украины по настольному теннису среди мужских команд.

## Лёгкая атлетика

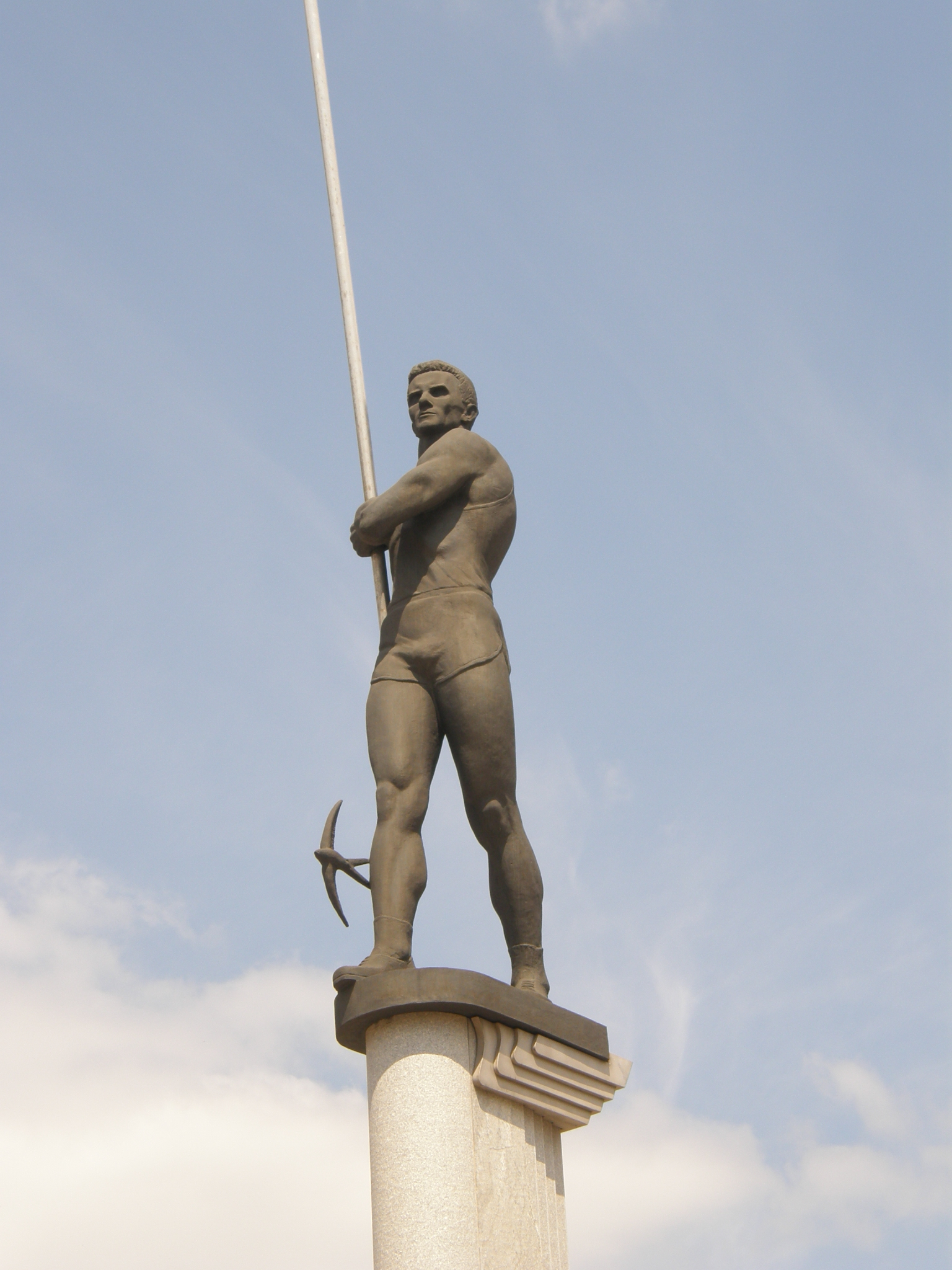
Памятник Сергею Бубке

В Донецке проводились чемпионаты СССР по лёгкой атлетике среди молодёжи и юношей 1978, 1979, 1980, 1984 годов; матчевые встречи по лёгкой атлетике СССР — США — ФРГ 1978 года; матчевые встречи СССР — США, СССР — ФРГ 1979 года.
В Донецке проводится международный легкоатлетический турнир «Цептер — Звёзды шеста». Прыгунам с шестом Сергею Бубке и Елене Исинбаевой присвоено звание «Почётный гражданин Донецка». Сергею Бубке установлен памятник.
В 1980 году на XXII летних Олимпийских играх донецкие легкоатлеты Надежда Ткаченко и Нина Зюськова завоевали золотые медали, Василий Архипенко — серебряную, а Валерий Подлужный — бронзовую.
С 10 по 14 июля 2013 года на РСК «Олимпийский» прошёл 8-й чемпионат мира по лёгкой атлетике среди юношей. Сборная Украины смогла завоевать там одну медаль: легкоатлетка Валерия Семенкова взяла «бронзу» в метании молота (3 кг); ещё двое взяли четвёртые места: Александр Баранников в прыжках в высоту и Александр Малоселов в тройном прыжке.

## Хоккей и флорбол
В 1975 году был сдан в эксплуатацию Дворец спорта «Дружба». В нём были установлены холодильные установки и открыта детская хоккейная секция. В ДС «Дружба» проводились матчи среди юношеских команд Советского Союза, в 1975 году — международный молодёжный турнир по хоккею среди команд социалистических стран, в 1983 году — международный турнир на призы газеты «Советский спорт» с участием клубов высшей и первой лиг СССР («Сокол» Киев, «Салават Юлаев» Уфа, «Торпедо» Горький, «Кристалл» Саратов, СК им. Урицкого Казань), Финляндии («Ильвес») и национальной сборной Румынии. В 1990 году в Донецке была создана профессиональная хоккейная команда «Кооператор», которая выступала в чемпионате Советского Союза, а также завоевала бронзовую медаль на зимней Спартакиаде Украины. В мае 1991 года ледовое поле ДС «Дружба» вышло из строя. Из-за экономических трудностей оборудование так и не было отремонтировано. Хоккеисты из Донецка перешли в другие клубы. Из них наиболее известны Юрий Литвинов и Олег Твердовский.
В 1993 году была создана хоккейная команда «Норд».
В 2001 году в Донецке и был создан хоккейный клуб «Донбасс». Этот клуб в сезоне 2001—2002 годов занял третье место в чемпионатах Украины и Беларуси. Затем клуб «Донбасс» был расформирован, но вскоре собрался в новом составе. В сезоне 2005—2006 хоккейный клуб «Донбасс» победил в чемпионате Украины первой лиги.
В Донецке была создана Донецкая областная федерация хоккея, которая в 2006 году была принята в Федерацию хоккея Украины.
В 2003, 2004 и 2008 годах в Донецке проходил открытый кубок Украины по флорболу «Крылатый мяч». Также в Донецке проходил зимний Международный турнир по флорболу «Серебряная снежинка». В 2004 году проводился открытый чемпионат Донецкой области «Весна-2004». В 2007 году проводился турнир по флорболу «Журналиада Донбасса».
Флорбольные команды города: «Лидер», «Галант», «Элис», «Олимпик».
В 2011 году была произведена реконструкция ДС Дружба. Дата обращения: 10 октября 2011. Архивировано 30 ноября 2012 года.: увеличилось количество мест для зрителей с 3,5 тыс. до 4,1 тыс., появился новый зал для пресс-конференций, новые камеры безопасности, новое помещение для билетных касс. Оформление ДС Дружба выполнено в цветовой гамме хоккейного клуба, на фасаде появилась эмблема ХК «Донбасс».
В марте 2011 года в Донецке состоятся матчи чемпионата мира по хоккею среди молодежи до 18 лет и чемпионата мира по хоккею в первом дивизионе.

## Бильярд
В бильярдном клубе «Маяк» размещено 15 полноразмерных столов для русского бильярда и 2 стола для пула. В бильярдном клубе «Мираж» размещено 5 полноразмерных столов для русского бильярда и 1 стол для пула. В бильярдном клубе «Тандем» кроме полноразмерных столов есть столы «три четверти». В бильярдном клубе «MAXI» размещено 14 полноразмерных столов для русского бильярда. Клуб «MAXI» является одгим из базовых клубов Донецкой областной федерации бильярдного спорта, в нём проводится наибольшее количество официальных турниров. В бильярдном клубе «Пирамида» размещено 5 полноразмерных столов для русского бильярда. Клуб «Пирамида» находится при Донецкой областной студенческой федерации бильярдного спорта. В бильярдном клубе «Юбилейный» размещен 19 полноразмерных столов для русского бильярда, 2 стола для снукера и 1 стол для американского бильярда.

## Городское ориентирование

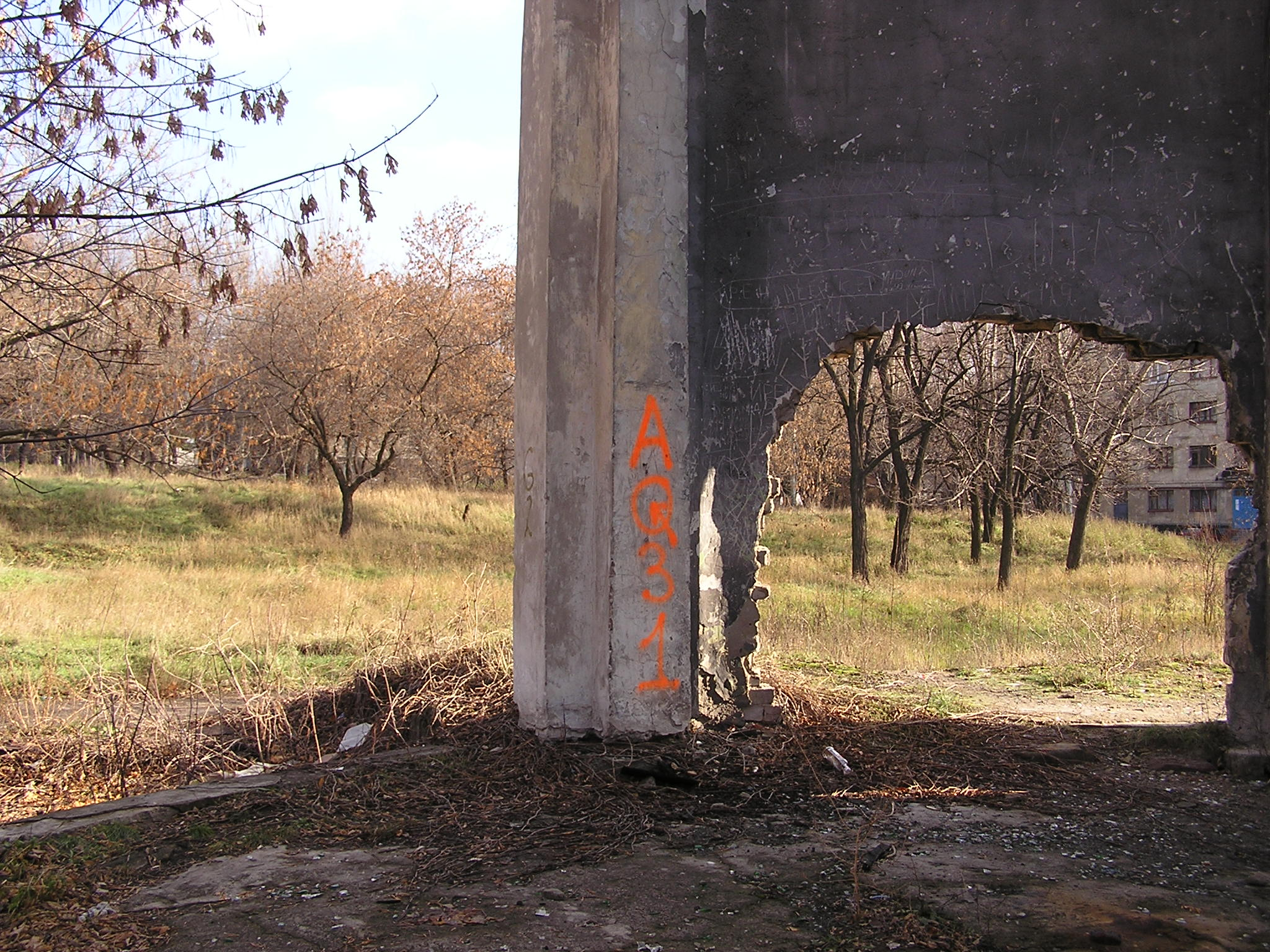
AutoQuest в Донецке. Указание на чек

В Донецке проводится ряд интеллектуальных автомобильных гонок в основе которых городское ориентирование:
- AutoQuest[21], формат игр: жёлтый (проводится с 2006 года) и зелёный (проводится с 2007 года);
- СОтАQuest[22];
- DozoR[23];
- CityGame[24];
- STALKER[25];
- Encounter[26];
- Quest.ua[27].

С 2007 года в Донецке проводятся игры FootQuest.

## Парусный спорт

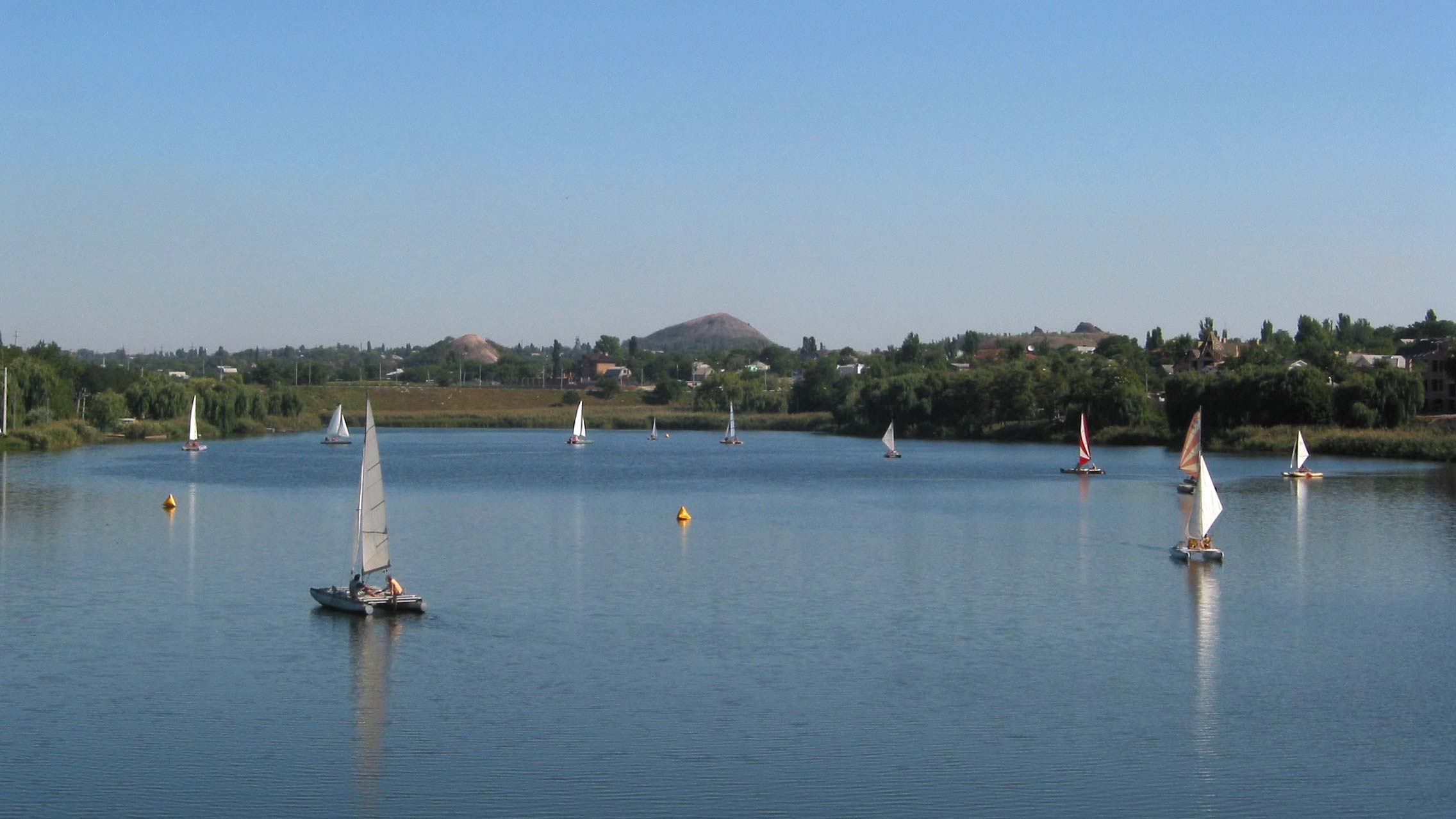
Соревнования парусников на кальмиусском водохранилище в Донецке

В Донецке на Кальмиусском водохранилище проводятся соревнования по технике парусного туризма.

## Спортивная гимнастика
В 1915 году гимнастическая команда «Соколы» насчитывала 80 человек.
В 1936 году донецкий гимнаст Леонид Ярыза стал первым в Донбассе и шестым в стране мастером спорта СССР.
Полина Астахова закончила донецкий физкультурный техникум и в Донецке начиналась её спортивная слава. В 1960 году Полина Астахова стала чемпионкой XVII летних Олимпийских игр по спортивной гимнастике.
В Донецке живёт олимпийская чемпионка по спортивной гимнастике Лилия Подкопаева, под её руководством в городе проводится международный фестиваль «Золотая Лилия». В 1997 году Лилия Подкопаева была признана «Спортсменкой года».

## Бокс

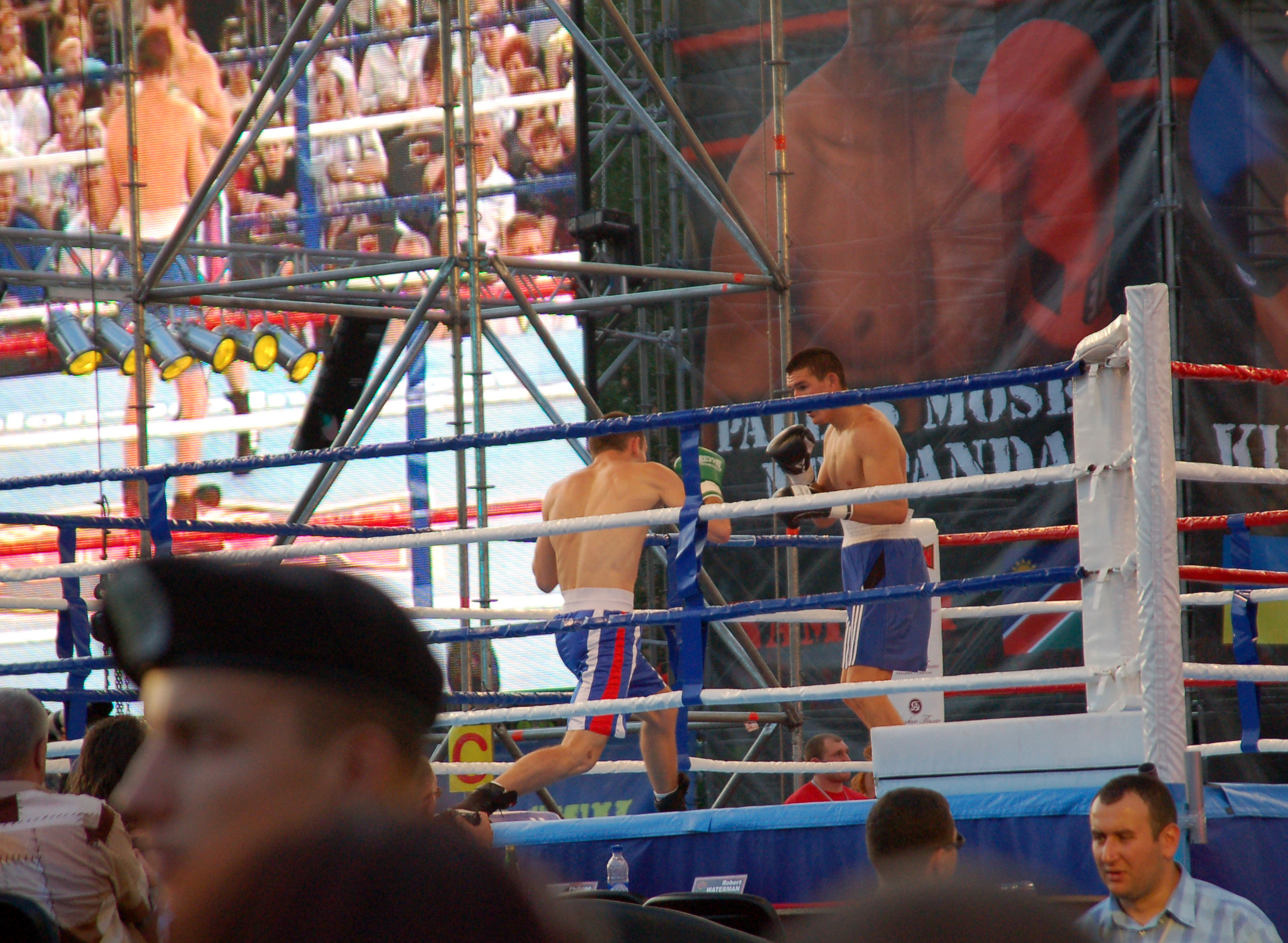
Международный турнир по боксу на пл. Ленина

В ДС «Дружба» проводились матчевые встречи по боксу СССР — США 1978 года, в ДС «Шахтёр» проходила матчевая встреча сборных команд по боксу СССР — Франция на кубок Европы Жюля Ремо. В Донецке проводился чемпионат СССР по боксу 1982 года.
Донецкий боксёр Эдуард Кауфман стал чемпионом по боксу на спартакиаде народов СССР 1967 года. В 1980 году на XXII летних Олимпийских играх донецкий боксёр Виктор Мирошниченко завоевал серебряную медаль.
Другие известные донецкие боксёры: Александр Ягубкин, Владислав Засыпко.

## Тяжёлая атлетика
Донецкий тяжелоатлет Станислав Батищев и донецкие штангисты Юрий Яблоновский и Александр Галкин поставили мировые рекорды.
В 1980 году на XXII летних Олимпийских играх донецкий тяжелоатлет Александр Первий завоевал серебряную медаль.
Владимир Турчинский организовал в Донецке состязания «Самый сильный человек Украины».

## Баскетбол
Донецкая мужская баскетбольная команда «Донбассканалстроя» стала победителем IV спартакиады УССР.
Баскетбольный клуб «Шахтёр» был бронзовым призёром Украины в 1995 году и серебряным призёром Украины в 1996 году.
В высшей лиге играет команда «Донецк». В первой лиге играют две женские команды «Тектоник — СДЮШОР», «Дончанка — Университет». Восемь команд играют в юношеской лиге.
Женская баскетбольная команда «Энергобис» участвовала в Кубке Лилиан Ронкетти.

## Вольная борьба
В 1980 году на XXII летних Олимпийских играх донецкий борец Илья Матэ завоевал золотую медаль.

## Велоспорт

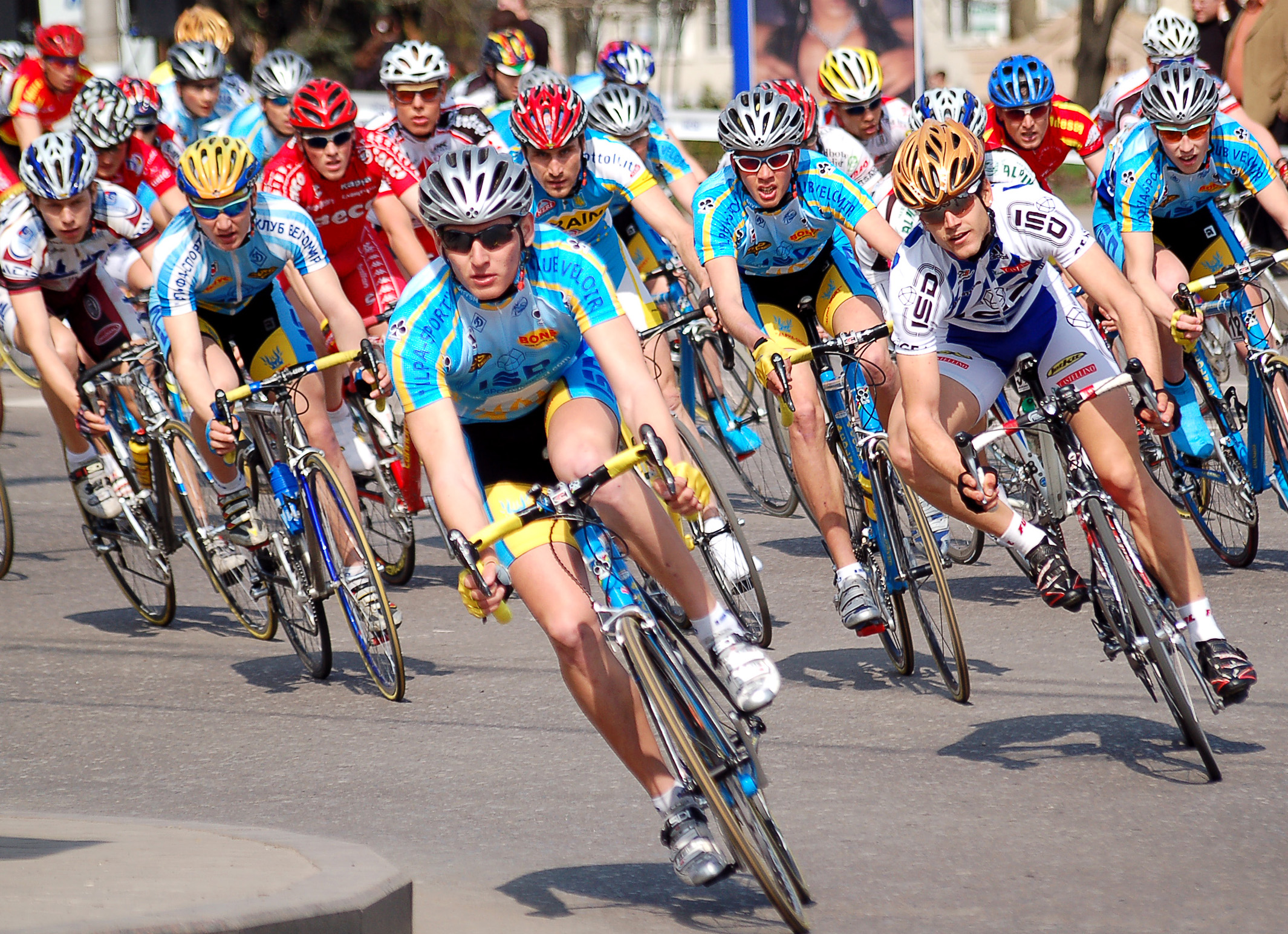
Велогонка

14 и 15 апреля 2007 года прошли соревнования по велоспорту «Гран-при Донецка», организованные спортивным клубом ИСД. Соревнования включали в себя две велогонки национального уровня: гонку-критериум в программе чемпионата Украины по велоспорту и групповую шоссейную велогонку.

## Автоспорт

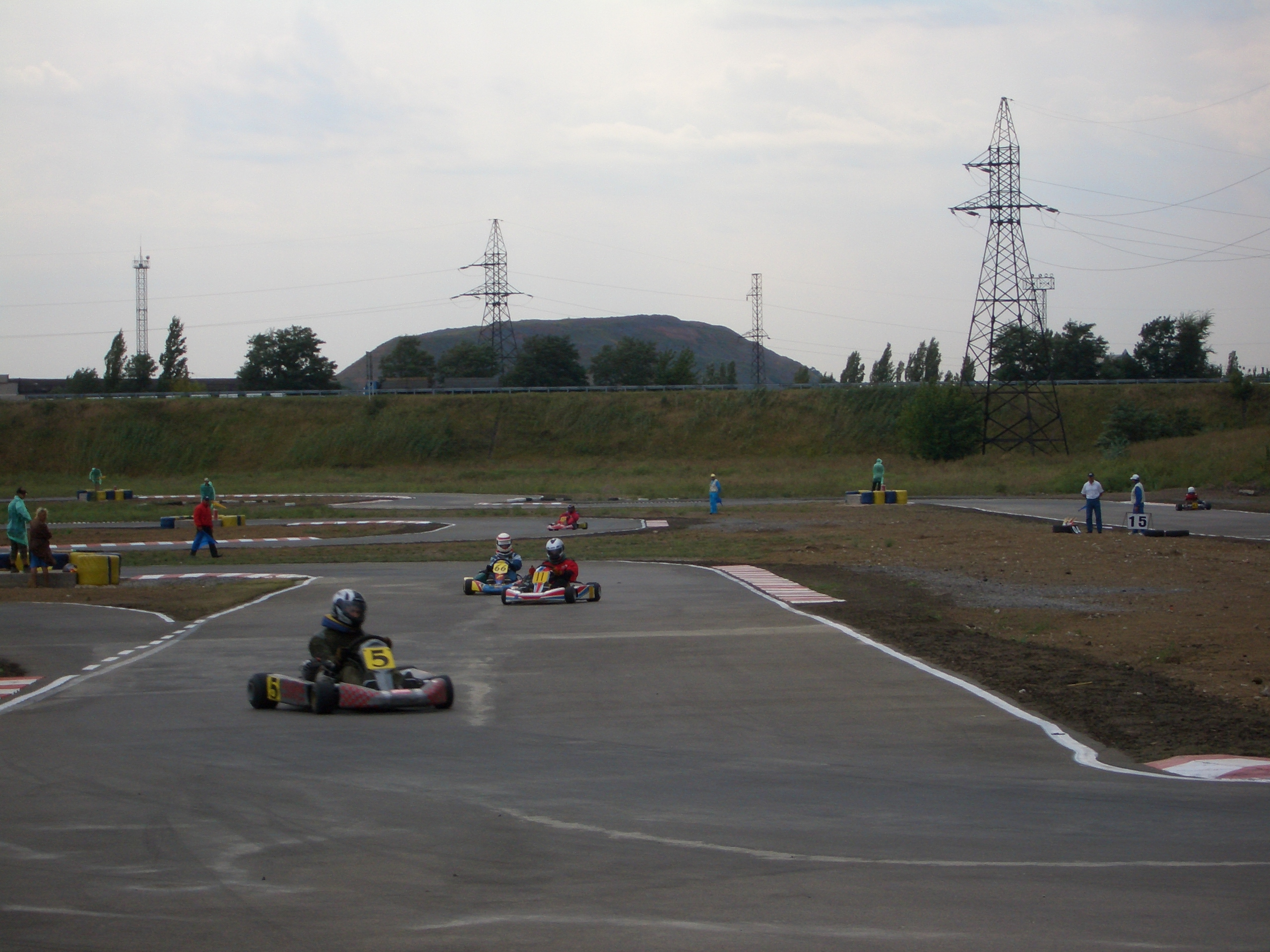
Картодром «Донбасс-Карт»

В 2005 году начал функционировать картодром «Донбасс-карт». Комплекс включает трассу для картинга длиной около 800 метров с постами для маршалов и хронометражем, обустроенные боксы, площадки для команд с подведенным электричеством. Эта трасса является одной из лучших на Украине, наряду с полтавской «Лтавой» и картодромом киевского спортивного комплекса «Чайка». Регулярно проводятся местные и национальные соревнования, любители состязаются в гонках на прокатных картах. В 2007 году проходил этап чемпионата Украины по мотогонкам.
Донецк принимает у себя ралли «Донбасс», проводятся соревнования по автокроссу.

## Автомодельный спорт

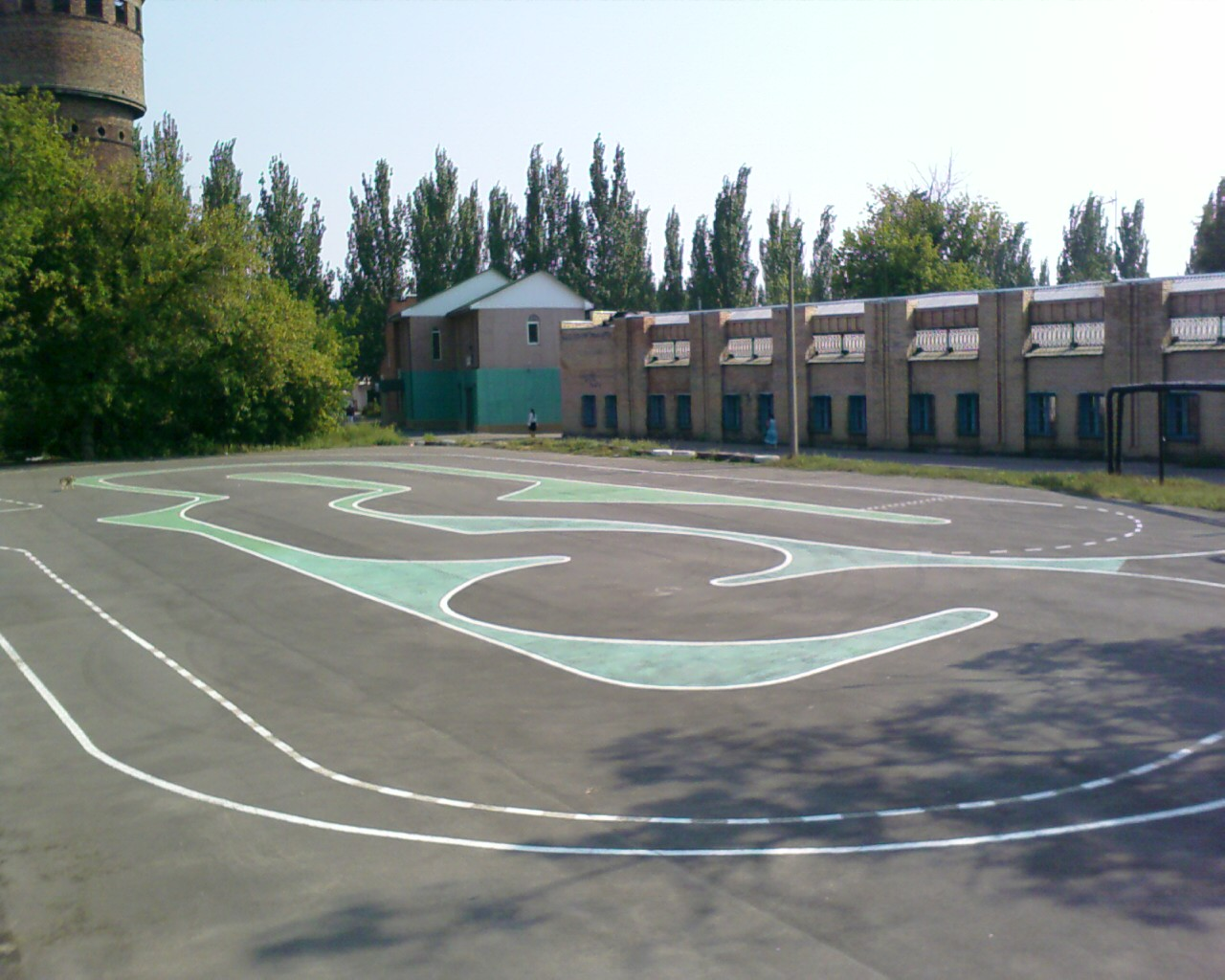
Трасса клуба

Донецк является одним из немногих городов Украины, имеющих стационарную трассу для радиоуправляемых автомоделей. Она была создана детско-юношеским автомодельным клубом «Формула», расположена рядом со зданием клуба в Киевском районе.

## Радиоспорт
В 1959 году донецкие радисты завоевали на международных соревнованиях кубок А.С.Попова. В 1959 году донецкие радисты завоевали кубок журнала «Всем. Дата обращения: 11 декабря 2020. Архивировано 30 ноября 2012 года.» за дальние связи с одним передатчиком.

## Киберспорт
«КиберСпорт Арена» — компьютерный клуб для проведения международных профессиональных турниров по киберспорту.
В феврале 2007 года Донецке проводился Кубок ДонНТУ по компьютерным играм. В рамках кубка проводились соревнования по следующим играм: Counter-Strike 5х5, FIFA 2007, Need For Speed: Most Wanted, Quake 3 Arena, Warcraft III, StarCraft: Brood War.

## Волейбол
Волейбольный клуб «Шахтёр» в 1992 году стал чемпионом чемпионата СССР по волейболу среди мужчин.

## Гандбол
Гандбол в Донецке представлен командами «Шахтёр-Академия», «Политехник», «Дончанка». «Шахтёр-Академия» — троекратный чемпион Украины.

## Конный спорт

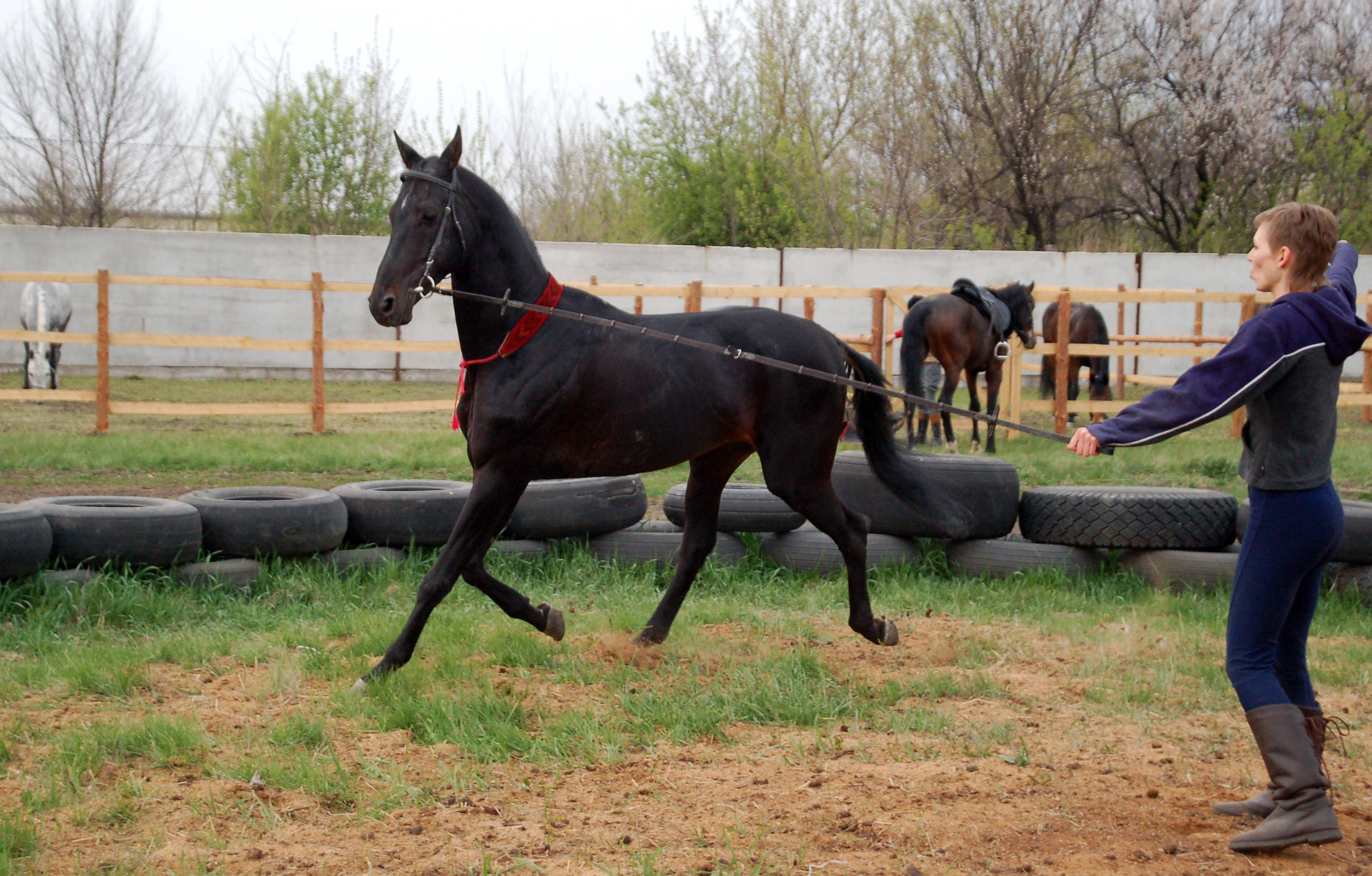

Развиваются в Донецке и конные виды спорта, в частности конкур, выездка, троеборье, пробеги. Создано несколько конно-спортивных баз, среди которых «Ягуар», «Татерсаль», СДЮШОР «Локомотив», «Гран-При», "Рай". Весной 2009 года был открыт конно-спортивный комплекс европейского уровня «Donbass Equicentre», который полностью разрушен в результате обстрелов в 2015 г.

## Американский футбол
Команда американского футбола «Скифы-ДонНТУ» девятикратно становилась чемпионом Украины по американскому футболу (с 1994 по 2003 год).

## Шахматы
В Донецке действует городской шахматно-шашечный клуб. В Донецком городском Дворце детского и юношеского творчества действует шахматный клуб «Юный гроссмейстер».
В Киевском районе с 1994 года работает Детско-Юношеский Клуб «Донецкая Каисса», где сотни детей познают премудрости древней игры.
В 1971, 1976 годах в Донецке проводились Чемпионаты УССР по шахматам среди мужчин. В 1993 году в Донецке проводился Чемпионат Украины по шахматам среди мужчин.
Дончанин Юрий Коц дважды становился чемпионом Украины по шахматам (в 1961 и 1971 годах). Дончанин Евгений Мирошниченко стал чемпионом Украины по шахматам в 2003 году. В 2006 году Евгений Мирошниченко стал победителем международного шахматного турнира «Инавтомаркет-опен». Дончанка Екатерина Лагно дважды становилась чемпионом Европы по шахматам (в 2005 и 2008 годах).

## Спортивный бег

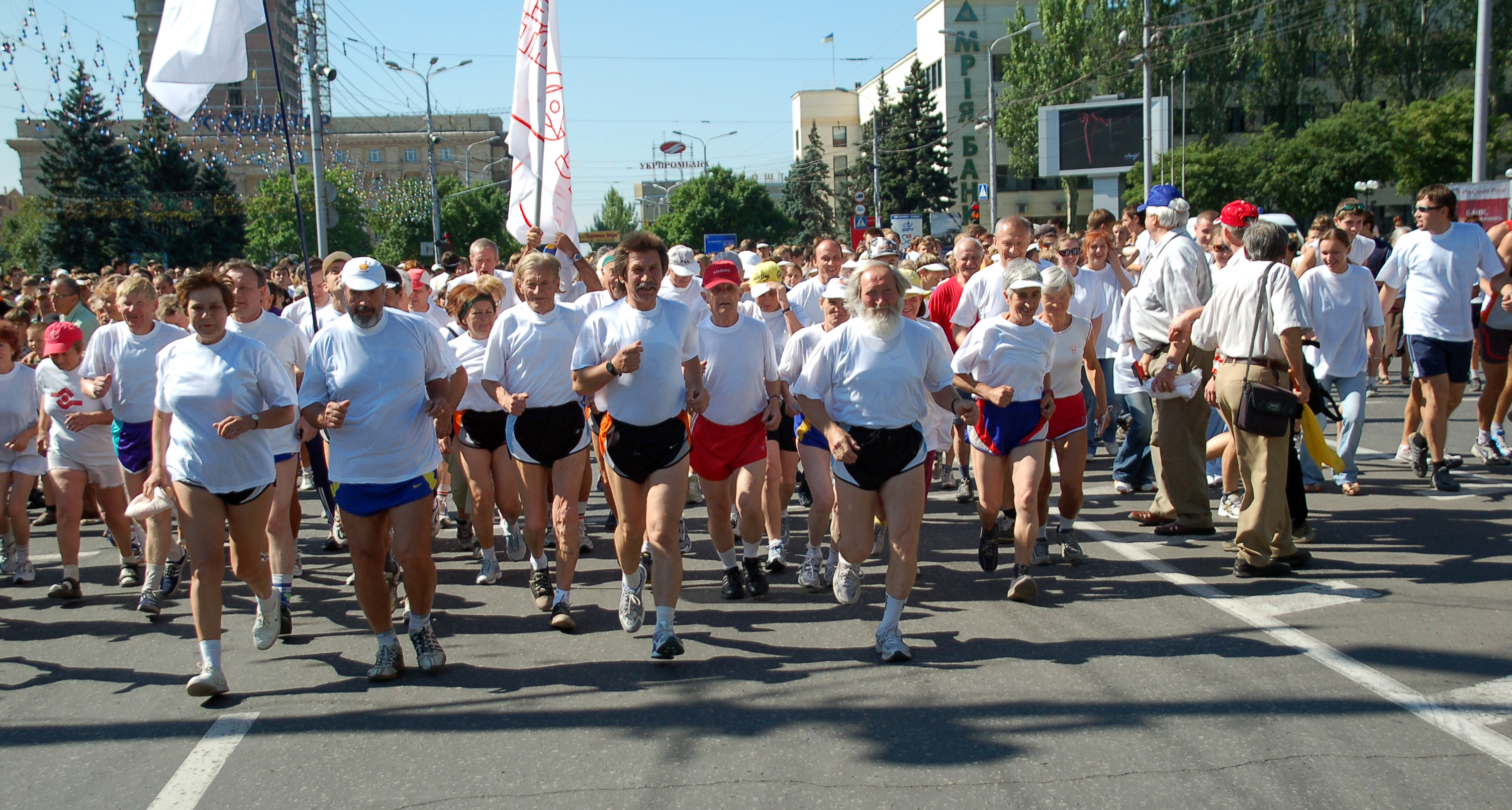
Забег по ул. Артема

В Донецке существует общество любителей спортивного бега, которое ежегодно проводит соревнования на центральных улицах города.

## Фехтование в Донецке и Донецкой области
Федерация фехтования Донецкой области постоянно проводит набор в секции фехтования в городах Донецке, Макеевке, Горловке. Новички бесплатно обеспечиваются формой, инвентарём и оружием. Набор в спортивные школы девушек и юношей от 8-ми до 16-ти лет; также приглашаем взрослых, интересующихся нашим видом спорта. Телефон для контактов на сайте Федерации http://ffdo.blogspot.com

## Регби
Действует Донецкая областная федерация регби.
2 и 3 мая 2008 года в Донецке проходил Чемпионат Украины по регби-7 среди юношей 1993 года рождения. С 16 по 20 октября 2008 года в Донецке проходил Чемпионат Украины по регби-12 среди юношей 1993 года рождения.
Донецкая команда «Тигры Донбасса» становилась чемпионом Украины
Тренер клуба «Тигры Донбасса»Антон Леонидович Бойко был признан лучшим тренером по подготовке юношей 1994—1996 годов рождения в сезоне регби-15 2008 года.
Ранее в Донецке существовали команды регби «Металлург», «Монолит», «Негоциант».

## Альпинизм
Донецкая областная федерация альпинизма — спортивное общество, которое популяризирует альпинизм и скалолазание в Донецкой области.
На чемпионате Украины по альпинизму команда федерации альпинизма и скалолазания Донецкой области занимала первые места в скальном классе в 1995, 1996, 2008 годах; в высотном классе в 2006, 2007, 2008 годах; в зимнем классе восхождений в 2004 году, в техническом классе восхождений в 1994, 1995, 2003 годах.
Председатель федерации — мастер спорта международного класса Сергей Викторович Ковалёв. В составе федерации около 1500 человек, как профессиональных альпинистов, так и любителей.
В рамках проекта «Донбасс на высочайших точках планеты Земля» альпинисты федерации поднимают уменьшенную копию пальмы Мерцалова на вершины гор, а затем передают её в посольство стран, на территории которых совершалось восхождение. В 2001—2004 годах альпинисты в рамках этого проекта взошли на 7 высочайших вершин мира — Эльбрус, Аконкагуа, Маккинли, Килиманджаро, Эверест, Маунт-Вильгельм, Маунт-Винсон. Поднимаемые альпинистами копии длиной полметра и весят три килограмма. Об этом проекте на телеканале Интер вышла серия телепередач «Украинский герой».
В 2009 году спортсмены федерации в рамках реализации программы «Уголь Донбасса — на вершинах мира» взошли на один из безымянных пиков горной системы Тянь-Шань и на правах первовосходителей присвоили ему имя «Пик шахтёров Украины».
В 2010 году спортсмены планируют осуществить экспедицию на Антарктиду. Цель экспедиции — совершение первовосхождения на одну из безымянных вершин Массива Винсона и назвать её «Пик Донбасс».
Федерация организует соревнования по технике альпинизма памяти М. М. Туркевича, которые проходят на скалодроме в Зуевке.